# Stein (Kochel am See)
Stein ist die Bezeichnung eines 930 Meter hohen Bergs südlich des Kochelsees. Auf dem Stein befand sich von 1925 bis 1934 der Abspannpunkt der Sendeantenne der Funkstation am Herzogstand. Noch heute sind hiervon einige Betonblöcke vorhanden.